# Danh sách nhà cai trị xứ Lorraine
Dưới đây là danh sách những người cai trị Lorraine của các thể chế chính trị độc lập có liên quan đến vùng. Từ vương quốc Lotharingia với vị quân chủ đứng đầu là người Franks, trải qua thời kỳ công quốc sau sự tan rã của các vương quốc người Franks, công quốc Lorraine tiếp tục bị tách ra thành hai vùng là Thượng và Hạ Lorraine vào giữa thế kỷ thứ 10. Công tước Thượng Lorraine sẽ tiếp tục tồn tại với cái tên công quốc như cũ cho tới năm 1766, còn đối với Hạ Lorraine thì công quốc tan rã vào cuối thế kỷ 12 và được chia cho các quốc gia khác thuộc Đế quốc La Mã Thần thánh.

## Vua của Lotharingia
| Tên                                                        | Chân dung   | Sinh - mất                                 | Thời gian cai trị                        |
| ---------------------------------------------------------- | ----------- | ------------------------------------------ | ---------------------------------------- |
| Lothair II                                                 | không khung | 835 - 8 tháng 8 năm 869                    | 855 - 869                                |
| Charles Hói                                                | không khung | 13 tháng 6 năm 823 - 6 tháng 10 năm 877    | 869 - 870                                |
| Tranh chấp giữa hai anh em Charles Hói và Ludwig Người Đức |             |                                            |                                          |
| Ludwig Trẻ                                                 | không khung | 830/835 - 20 tháng 1 năm 882               | 22 tháng 3 năm 880 - 20 tháng 1 năm 882  |
| Charles Mập                                                | không khung | 13 tháng 6 năm 839 - 13 tháng 1 năm 888    | 882 - 11 tháng 11 năm 887                |
| Arnulf xứ Kärnten                                          | không khung | c. 850 - 8 tháng 11 năm 899                | 11 tháng 11 năm 887 - 8 tháng 11 năm 899 |
| Zwentibold                                                 | không khung | c. 870 - 13 tháng 8 năm 900                | 895 - 900                                |
| Ludwig Trẻ II                                              | không khung | Tháng 9/10 năm 893 - 20/24 tháng 9 năm 911 | 900 - 20/24 tháng 9 năm 911              |
| Charles III                                                | không khung | 17 tháng 9 năm 879 - 7 tháng 10 năm 929    | 911 - 919/923                            |

Năm 925, Lotharingia chính thức sát nhập vào vương quốc Đông Francia.

## Công tước xứ Lorraine
| Tên         | Sinh - mất                      | Thời gian cai trị        | Hôn nhân                          |
| ----------- | ------------------------------- | ------------------------ | --------------------------------- |
| Gebhard     | c. 860/868 - 22 thâng 6 năm 910 | 903 - 910                | Ida 2 người con                   |
| Reginar I   | c. 850 - 915                    | 910 - 915                | Alberada 3 người con              |
| Gilbert     | 890 - 2 tháng 10 năm 939        | 915 - 939                | - Gerberga xứ Sachsen 4 người con |
| Heinrich I  | 920 - 1 tháng 11 năm 955        | 2 tháng 10 năm 939 - 940 | - Judith xứ Bayern 3 người con    |
| Otto        | ? - 944                         | 940/942 - 944            | Không rõ                          |
| Konrad      | c. 922 - 10 tháng 8 năm 955     | 944 - 953                | - Liutgarde xứ Sachsen            |
| Brun Vĩ đại | 925 - 965                       | 954 - 965                | Không có                          |

## Công tước Thượng và Hạ Lorraine

### Hạ Lorraine
| Tên                                | Sinh - mất                                | Thời gian cai trị             | Hôn nhân                                                                |
| Nhà Matfriding                     | Nhà Matfriding                            | Nhà Matfriding                | Nhà Matfriding                                                          |
| ---------------------------------- | ----------------------------------------- | ----------------------------- | ----------------------------------------------------------------------- |
| Godefroid I                        | 940/945 - 5 tháng 6 năm 964               | 959 - 964                     | Không có                                                                |
| Richar (Nắm quyền thực tế)         | ? - 16 tháng 10 năm 972/973               | 968 - 16 tháng 10 năm 972/973 | Không có (?)                                                            |
| Nhà Carolus                        |                                           |                               |                                                                         |
| Charles                            | 953 - 993                                 | 977 - 993                     | - Adelaide thành Troyes 5 người con                                     |
| Otton                              | c. 970 - 1012                             | 991 - 1012                    | Không rõ                                                                |
| Nhà Ardennes-Verdun                |                                           |                               |                                                                         |
| Godefroid II                       | 965 - 26 tháng 9 năm 1023                 | 1012 - 1023                   | Không có                                                                |
| Gothelon I                         | c. 970 - 19 tháng 4 năm 1044              | 1023 - 1044                   | - Tyrnace xứ Lombard 5/6 người con                                      |
| Gothelon II                        | 1008 - 1046                               | 1044 - 1046                   | Không rõ                                                                |
| Nhà Luxemburg                      |                                           |                               |                                                                         |
| Frederick                          | c. 1003 - 18 tháng 5 năm 1065             | 1046 - 1065                   | - Gerberge xứ Boulogne 1 người con -Ida xứ Sachsen Không có con         |
| Nhà Ardennes-Verdun                |                                           |                               |                                                                         |
| Godefroid III                      | c. 997 - 1069                             | 1065 - 1069                   | - Doda 4 người con - Béatrice xứ Bar Không có con                       |
| Godefroid IV                       | 1040 - 27 tháng 2 năm 1076                | 1069 - 1076                   | - Matilde xứ Toscana 1 người con                                        |
| Nhà Salier                         |                                           |                               |                                                                         |
| Konrad                             | 12 tháng 2 năm 1074 - 27 tháng 7 năm 1101 | 22 tháng 2 năm 1076 - 1087    | - Maximilla 1095 Không có con                                           |
| Nhà Boulogne (Nhà Ardennes-Verdun) |                                           |                               |                                                                         |
| Godefroid V                        | 18 tháng 9 năm 1060 - 18 tháng 7 năm 1100 | 1089 - 1096                   | Không có                                                                |
| Nhà Limburg-Stirum                 |                                           |                               |                                                                         |
| Heinrich I                         | c. 1059 - c. 1119                         | 1101 - 1106                   | - Adelheid xứ Pottenstein 4 người con                                   |
| Nhà Leuven                         |                                           |                               |                                                                         |
| Gottfried VI                       | 1060 - 25 tháng 1 năm 1139                | 1106 - 1129                   | - Ida xứ Chiny 6 người con - Clémence xứ Bourgogne Không có             |
| Nhà Limburg-Stirum                 |                                           |                               |                                                                         |
| Walram                             | c. 1085 - 1139                            | 1125 - 1139                   | - Junta xứ Wassenberg Khoảng giữa năm 1107 và 1110 5 người con          |
| Nhà Leuven                         |                                           |                               |                                                                         |
| Gottfried VII                      | c. 1110 - 13 tháng 6 năm 1142             | 1139 - 1142                   | Luitgard xứ Sulzbach 1 người con                                        |
| Gottfried VIII                     | c. 1142 - 21 tháng 8 năm 1190             | 1142 - 1190                   | - Marguerite xứ Limbourg 1158 3 người con - Imagina xứ Looz 2 người con |

Sau đó, tại hội nghị ở Schwäbisch Hall diễn ra vào tháng 9 năm 1190 (sau cái chết của Gottfried III xứ Leuven), Barbarossa đã chính thức chuyển chức vị này cho "Công tước xứ Brabant" mà ông tuyên bố tạm thời trao cho con trai của Gottfried VIII là Heinrich trong thời kỳ mà Gottfried chinh chiến tại Jerusalem. Từ đây quốc gia kế thừa công quốc Lorraine chỉ còn lại công quốc Thượng Lorraine, còn các công tước xứ Brabant tự xưng là "Công tước xứ Lothier" cho đến năm 1795.

### Thượng Lorraine
| Tên                                                                                | Sinh - mất                                              | Thời gian cai trị                          | Hôn nhân |
| Nhà Ardenne-Bar                                                                    | Nhà Ardenne-Bar                                         | Nhà Ardenne-Bar                            | Nhà Ardenne-Bar |
| ---------------------------------------------------------------------------------- | ------------------------------------------------------- | ------------------------------------------ | --- |
| Frédéric I                                                                         | c, 912 - 8 tháng 5 năm 978                              | 959 - 978                                  | - Béatrice của Pháp 954 4 người con |
| Thierry I                                                                          | c. 965 - giữa 11 tháng 4 năm 1026 và 2 tháng 1 năm 1027 | 978 - 1026/1027                            | - Richilde 985 4/5 người con |
| Frédéric II (Đồng cai trị)                                                         | c. 995 - 1026                                           | 1019 - 1026                                | - Mathilde xứ Schwaben 3 người con |
| Frédéric III                                                                       | c. 1020 - 1033                                          | 1026/1027 - 1033                           | Không có |
| Nhà Ardenne-Verdun                                                                 |                                                         |                                            | |
| Gothelon I                                                                         | c. 970 - 19 tháng 4 năm 1044                            | 1033 - 1044                                | - Tyrnace xứ Lombard 5/6 người con |
| Godefroid                                                                          | c. 997 - 1069                                           | 1044 - 1047                                | - Doda 4 người con - Béatrice xứ Bar Không có con |
| Nhà Ardenne-Metz                                                                   |                                                         |                                            | |
| Adalbert                                                                           | 1000 - 11 tháng 11 năm 1048                             | 1047 - 1048                                | - Clementia xứ Foix (?) 2 người con |
| Gérard                                                                             | c. 1030 - 14 tháng 4 năm 1070                           | 1048 - 6 tháng 3 năm 1070                  | - Hadwide xứ Namur 4 người con |
| Thierry II                                                                         | c. 1140/1150 - 30 tháng 12 năm 1115                     | 6 tháng 3 năm 1070 - 23 tháng 1 năm 1115   | - Hedwige xứ Formbach c. 1075 2 người con - Gertrude xứ Flemish 1096 6 người con |
| Simon I                                                                            | 1076 - 13/14 tháng 1 năm 1139                           | 23 tháng 1 năm 1115 - 13 tháng 4 năm 1138  | - Adelaide xứ Leuven 8 người con |
| Mathieu I                                                                          | 1119 - 13 tháng 5 năm 1176                              | 13 tháng 4 năm 1138 - 13 tháng 5 năm 1176  | - Berthe xứ Schwaben 1138 7 người con |
| Simon II                                                                           | 1140 - 4 tháng 1 năm 1207                               | 13 tháng 5 năm 1176 - 1205                 | - Agnès xứ Namur (Agnes xứ Veldenz ?) Không có con - Ida xứ Vienne Không có con |
| Ferry I                                                                            | c. 1143 - 7 tháng 4 năm 1206                            | 1205 - 7 tháng 4 năm 1206                  | - Wierzchoslawa Ludmilla 1167 9 người |
| Ferry II                                                                           | 1162 - 10 tháng 10 năm 1213                             | 7 tháng 4 năm 1206 - 10 tháng 10 năm 1213  | - Agnès xứ Bar 1188 6 người con |
| Thiébaud I                                                                         | 1191 - 17 tháng 2 năm 1220 (?)                          | 10 tháng 10 năm 1213 - 17 tháng 2 năm 1220 | - Gertrude xứ Dabo 1206 Không có con |
| Mathieu II                                                                         | c. 1193 - 9 tháng 2 năm 1251                            | 17 tháng 2 năm 1220 - 9 tháng 2 năm 1251   | - Catherine xứ Limburg 1225 5 người con |
| Ferry III Nhiếp chính: Catherine xứ Limburg (1251 - 1255)                          | 1204 - 31 tháng 12 năm 1304                             | 9 tháng 2 năm 1251 - 31 tháng 12 năm 1302  | - Marguerite xứ Champagne 1255 7/8 người con |
| Thiébaud II                                                                        | 1265 - 13 tháng 5 năm 1312                              | 31 tháng 12 năm 1302 - 13 tháng 5 năm 1312 | - (?) Isabelle xứ Rumigny 1278 8 người con |
| Ferry IV                                                                           | 15 tháng 4 năm 1282 - 23 tháng 8 năm 1328               | 13 tháng 5 năm 1312 - 23 tháng 8 năm 1312  | - Elisabeth của Áo 1307 6 người con |
| Raoul                                                                              | 1320 - 26 tháng 8 năm 1346                              | 23 tháng 8 năm 1312 - 26 tháng 8 năm 1346  | - Aliénor xứ Bar 1329 Không có con - Marie xứ Châtillon 1334 3 người con |
| Jean I                                                                             | Tháng 2 năm 1346 - 23 tháng 9 năm 1390                  | 26 tháng 8 năm 1346 - 23 tháng 9 năm 1390  | - Sophie xứ Württemberg 1361 3 người con - Marguerite xứ Chini (?) |
| Charles II                                                                         | 1364 - 25 tháng 1 năm 1431                              | 27 tháng 9 năm 1390 - 25 tháng 1 năm 1431  | - Margarete xứ Kurpfalz 6 tháng 2 năm 1393 4 người con |
| Isabelle I                                                                         | 1400 - 28 tháng 2 năm 1543                              | 25 tháng 1 năm 1431 - 28 tháng 2 năm 1431  | - René xứ Anjou 24 tháng 10 năm 1420 10 người con |
| Nhà Anjou                                                                          |                                                         |                                            | |
| René (Đồng cai trị cùng Isabelle I)                                                | 16 tháng 1 năm 1409 - 10 tháng 7 năm 1480               | 25 tháng 1 năm 1431 - 28 tháng 2 năm 1431  | - Isabelle 24 tháng 10 năm 1420 10 người con - Jeanne xứ Laval 10 tháng 9 năm 1454 Không có con                                                                                                  |
| Jean II                                                                            | 2 tháng 8 năm 1426 - 16 tháng 12 năm 1470               | 28 tháng 2 năm 1431 - 16 tháng 12 năm 1470 | - Marie nhà Bourbon 1444 5 người con |
| Nicolas I                                                                          | 1448 - 24 tháng 7 năm 1473                              | 16 tháng 12 năm 1470 - 24 tháng 7 năm 1473 | Không kết hôn |
| Yolande                                                                            | 2 tháng 11 năm 1428 - 23 tháng 3 năm 1483               | 24 tháng 7 năm 1473                        | - Ferry II xứ Vaudémont 1445 6 người con |
| Nhà Lorraine                                                                       |                                                         |                                            | |
| René II                                                                            | 2 tháng 5 năm 1451 - 10 tháng 12 năm 1508               | 24 tháng 7 năm 1473 - 10 tháng 12 năm 1508 | - Philippe xứ Gueldres 1 tháng 9 năm 1485 12 người con |
| Antoine                                                                            | 4 tháng 6 năm 1489 - 14 tháng 6 năm 1544                | 10 tháng 12 năm 1508 - 14 tháng 6 năm 1544 | - Renée nhà Bourbon 26 tháng 6 năm 1515 3 người con |
| François I                                                                         | 23 tháng 8 năm 1517 - 12 tháng 6 năm 1545               | 14 tháng 6 năm 1544 - 12 tháng 6 năm 1545  | - Christine của Đan Mạch 10 tháng 7 năm 1451 3 người con |
| Charles III (Christine của Đan Mạch: 1545 - 1552) Nicolas xứ Mercœur: 1545 - 1559) | 18 tháng 2 năm 1543 - 14 tháng 5 năm 1608               | 12 tháng 6 năm 1545 - 14 tháng 5 năm 1608  | - Claude của Pháp 1559 9 người con |
| Henri II                                                                           | 8 tháng 11 năm 1563 - 31 tháng 7 năm 1624               | 14 tháng 5 năm 1608 - 31 tháng 7 năm 1624  | - Catherine nhà Bourbon 31 tháng 1 năm 1599 Không có con. - Margherita Gonzaga 26 tháng 6 năm 1606 4 người con                                                                                   |
| Nicole                                                                             | 3 tháng 10 năm 1508 - 2 tháng 10 năm 1557               | 1 tháng 8 năm 1624 - 25 tháng 11 năm 1625  | - Charles IV xứ Lorraine 23 tháng 5 năm 1621 Không có con |
| François II                                                                        | 21 tháng 2 năm 1572 - 14 tháng 10 năm 1632              | 25 tháng 11 - 1 tháng 12 năm 1625          | - Christine xứ Salm 12 tháng 3 năm 1597 6 người con |
| Charles IV                                                                         | 5 tháng 4 năm 1604 - 18 tháng 9 năm 1675                | 1 tháng 12 năm 1625 - 19 tháng 1 năm 1634  | - Nicole xứ Lorraine (2 lần) + 23 tháng 5 năm 1621 (lần 1) + 20 tháng 5 năm 1663 Không có con - Béatrice xứ Cusance 2 tháng 4 năm 1637 3 người con - Marie Louise xứ Aspremont 1663 Không có con |
| Nicolas François                                                                   | 6 tháng 12 năm 1609 - 25 tháng 1 năm 1670               | 19 tháng 1 năm 1634 - 1 tháng 4 năm 1634   | - Claude Françoise xứ Lorraine 18 tháng 2 năm 1634 5 người con |
| Charles IV                                                                         | 5 tháng 4 năm 1604 - 18 tháng 9 năm 1675                | 5 tháng 4 năm 1604 - 18 tháng 9 năm 1675   | - Nicole xứ Lorraine (2 lần) + 23 tháng 5 năm 1621 (lần 1) + 20 tháng 5 năm 1663 Không có con - Béatrice xứ Cusance 2 tháng 4 năm 1637 3 người con - Marie Louise xứ Aspremont 1663 Không có con |
| Charles V                                                                          | 3 tháng 4 năm 1643 - 18 tháng 4 năm 1690                | 18 tháng 9 năm 1675 - 18 tháng 4 năm 1690  | - Eleonore của Áo 1678 6 người con |
| Leopold                                                                            | 11 tháng 9 năm 1679 - 27 tháng 3 năm 1729               | 18 tháng 4 năm 1690 - 27 tháng 3 năm 1729  | - Élisabeth Charlotte của Orléans 13 tháng 10 năm 1689 14/15 người con |
| François III                                                                       | 8 tháng 12 năm 1708 - 18 tháng 8 năm 1765               | 27 tháng 3 năm 1729 - 9 tháng 7 năm 1737   | - Maria Theresia của Áo 12 tháng 2 năm 1736 16 người con |
| Nhà Leszczyński                                                                    |                                                         |                                            | |
| Stanisław I                                                                        | 20 tháng 10 năm 1677 - 23 tháng 2 năm 1766              | 9 tháng 7 năm 1737 - 23 tháng 2 năm 1766   | - Catherine Opalińska 15 tháng 8 năm 1725 2 người con |

Sau cái chết của Stanisław I, Pháp chính thức sát nhập công quốc vào vương quốc của mình.